# Abaza (miasto)
Abaza (ros. Абаза) – miasto w Federacji Rosyjskiej w Republice Chakasji. Nazwa pochodzi od skrótu nazwy fabryki (Abakanskij zawod). Położone w śródgórskiej kotlinie w górnym biegu rzeki Abakan.